# GPR116
G protein spregnuti receptor 116 je protein koji je kod ljudi kodiran GPR116 genom.

## Literatura
- Nagase T; Ishikawa K; Suyama M;  . (1999). „Prediction of the coding sequences of unidentified human genes. XI. The complete sequences of 100 new cDNA clones from brain which code for large proteins in vitro.”. DNA Res. 5 (5): 277—86. PMID 9872452. doi:10.1093/dnares/5.5.277.
- Nagase T; Ishikawa K; Suyama M;  . (1999). „Prediction of the coding sequences of unidentified human genes. XII. The complete sequences of 100 new cDNA clones from brain which code for large proteins in vitro.”. DNA Res. 5 (6): 355—64. PMID 10048485. doi:10.1093/dnares/5.6.355.
- Hartley JL, Temple GF, Brasch MA (2001). „DNA cloning using in vitro site-specific recombination.”. Genome Res. 10 (11): 1788—95. PMC 310948 . PMID 11076863. doi:10.1101/gr.143000.
- Wiemann S; Weil B; Wellenreuther R;  . (2001). „Toward a catalog of human genes and proteins: sequencing and analysis of 500 novel complete protein coding human cDNAs.”. Genome Res. 11 (3): 422—35. PMC 311072 . PMID 11230166. doi:10.1101/gr.GR1547R.
- Strausberg RL; Feingold EA; Grouse LH;  . (2003). „Generation and initial analysis of more than 15,000 full-length human and mouse cDNA sequences.”. Proc. Natl. Acad. Sci. U.S.A. 99 (26): 16899—903. PMC 139241 . PMID 12477932. doi:10.1073/pnas.242603899.
- Vassilatis DK; Hohmann JG; Zeng H;  . (2003). „The G protein-coupled receptor repertoires of human and mouse.”. Proc. Natl. Acad. Sci. U.S.A. 100 (8): 4903—8. PMC 153653 . PMID 12679517. doi:10.1073/pnas.0230374100.
- Ota T; Suzuki Y; Nishikawa T;  . (2004). „Complete sequencing and characterization of 21,243 full-length human cDNAs.”. Nat. Genet. 36 (1): 40—5. PMID 14702039. doi:10.1038/ng1285.
- Bjarnadóttir TK; Fredriksson R; Höglund PJ;  . (2005). „The human and mouse repertoire of the adhesion family of G-protein-coupled receptors.”. Genomics. 84 (1): 23—33. PMID 15203201. doi:10.1016/j.ygeno.2003.12.004.
- Gerhard DS; Wagner L; Feingold EA;  . (2004). „The status, quality, and expansion of the NIH full-length cDNA project: the Mammalian Gene Collection (MGC).”. Genome Res. 14 (10B): 2121—7. PMC 528928 . PMID 15489334. doi:10.1101/gr.2596504.
- Wiemann S; Arlt D; Huber W;  . (2004). „From ORFeome to biology: a functional genomics pipeline.”. Genome Res. 14 (10B): 2136—44. PMC 528930 . PMID 15489336. doi:10.1101/gr.2576704.
- Otsuki T; Ota T; Nishikawa T;  . (2007). „Signal sequence and keyword trap in silico for selection of full-length human cDNAs encoding secretion or membrane proteins from oligo-capped cDNA libraries.”. DNA Res. 12 (2): 117—26. PMID 16303743. doi:10.1093/dnares/12.2.117.
- Liu T; Qian WJ; Gritsenko MA;  . (2006). „Human plasma N-glycoproteome analysis by immunoaffinity subtraction, hydrazide chemistry, and mass spectrometry.”. J. Proteome Res. 4 (6): 2070—80. PMC 1850943 . PMID 16335952. doi:10.1021/pr0502065.
- Kimura K; Wakamatsu A; Suzuki Y;  . (2006). „Diversification of transcriptional modulation: large-scale identification and characterization of putative alternative promoters of human genes.”. Genome Res. 16 (1): 55—65. PMC 1356129 . PMID 16344560. doi:10.1101/gr.4039406.
- Mehrle A; Rosenfelder H; Schupp I;  . (2006). „The LIFEdb database in 2006.”. Nucleic Acids Res. 34 (Database issue): D415—8. PMC 1347501 . PMID 16381901. doi:10.1093/nar/gkj139.